# IBM 704

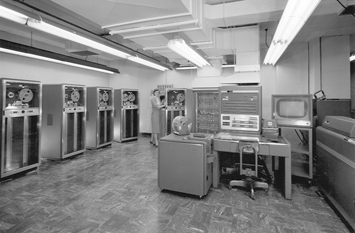
Vista general de una computadora IBM 704.

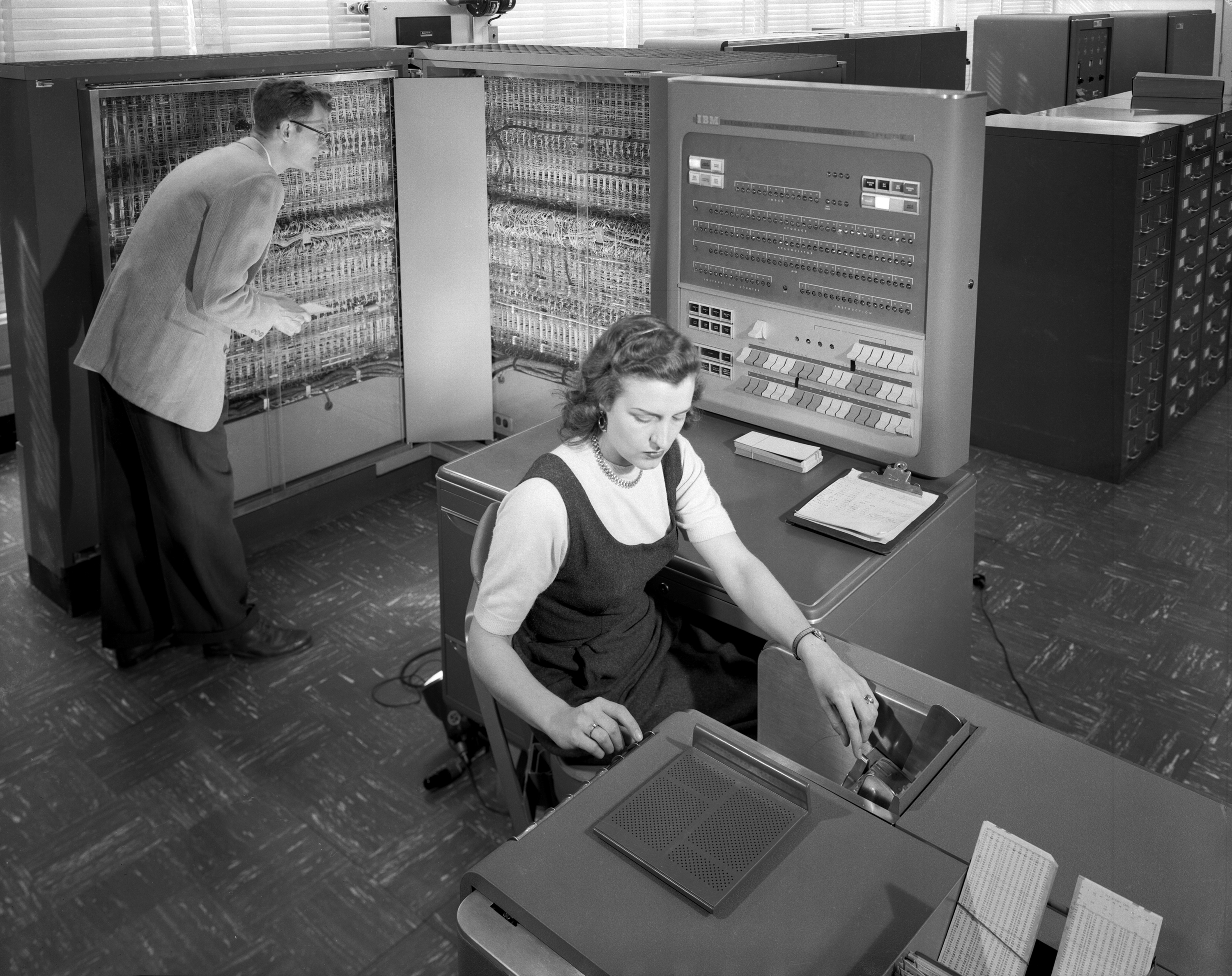
Un hombre y una mujer trabajando con la máquina de procesamiento de datos IBM 704, utilizada para hacer cálculos en el área la investigación aeronáutica. La IBM 704 fue la primera computadora producida en masa con hardware basado en la llamada aritmética de coma flotante (o aritmética de punto flotante), e introducida por IBM en abril de 1954.

La máquina IBM 704 fue la primera computadora producida en masa con hardware basado en aritmética de coma flotante, introducida por IBM en abril de 1954. La 704 mejoró significativamente a la IBM 701, y en términos de arquitectura e implementación se puede decir que no fue compatible con su predecesora.

## Características delhardware
Los cambios con respecto a la 701 incluyen el uso de memoria de núcleos (en lugar de los tubos Williams) y la adición de tres registros índice. Para respaldar estas nuevas características, las instrucciones fueron expandidas para usar completamente expresiones de 36 bit. El nuevo conjunto de instrucciones se convirtió en la base para la serie IBM 700/7000 de computadoras científicas.
IBM afirmó que el dispositivo era capaz de ejecutar más de 40 000 instrucciones por segundo. IBM vendió 123 sistemas tipo 704 desde 1955 hasta 1960.

## Softwarededicado
Fueron inicialmente desarrollados para la 704 los lenguajes de programación Fortran y LISP, así como el MUSIC 1, que se puede decir es el primer programa de música para computadora, de Max Mathews.

## Usos de la computadora
En 1961 el matemático del MIT Edward O. Thorp usó la IBM 704 para descubrir primero y resolver después, la razón por la que el Blackjack no es un juego cien por ciento de azar. Nacía el conteo de cartas. Lo que descubrió Thorp era que cuantas más cartas bajas salgan, más ventajas tiene el jugador y a mayor número de cartas altas, más ventajas tiene la banca. El libro Beat the Dealer (1966) descubría el método completo y provocaba el terror entre los casinos de Las Vegas y Reno en EE. UU. Curiosamente Thorp no jugaba al BlackJack; tuvo que aprender, y su experimento de campo sólo duró un fin de semana en los casinos para demostrar que tenía razón. Invirtió 10 000 dólares y ganó 21 000 dólares, unos 70 000 dólares de hoy.
En 1962 el físico John Larry Kelly, Jr creó uno de los más famosos eventos en la historia de Bell Labs al usar una IBM 704 para sintetizar el habla. El sintetizador de voz vocoder recreó la canción «Daisy Bell», con acompañamiento musical de Max Mathews. Arthur C. Clarke, autor de la novela y del guion de la película 2001: A Space Odyssey, hizo famoso a M. Mathew y a su colega John Pierce, ya que en una visita a los edificios de los Bell Labs Murray Hill le enseñaron una aplicación que demostraba la síntesis de voz, inspirando una de las últimas escenas de la película, donde HAL 9000, la computadora de a bordo de la nave espacial, canta la misma canción.

## Lecturas complementarias
- Charles J. Bashe, Lyle R. Johnson, John H. Palmer, Emerson W. Pugh, IBM's Early Computers (MIT Press, Cambridge, 1986)
- Steven Levy, Hackers: Heroes of the Computer Revolution